# مرانتا
مرانتا (به انگلیسی: Merantau) که در بعضی از کشورها تحت عنوان جنگجوی مرانتا منتشر شده‌است، یک فیلم اکشن و رزمی محصول سال ۲۰۰۹ کشور اندونزی به کارگردانی گارث اونس و نخستین بازی ایکو اویس می‌باشد.